# SR-2 Veresk
A SR-2 "Veresk" (em russo:  СР-2 «Вереск», em português:  Urze) é uma submetralhadora russa projetada para disparar o cartucho 9×21mm Gyurza.

## Variantes

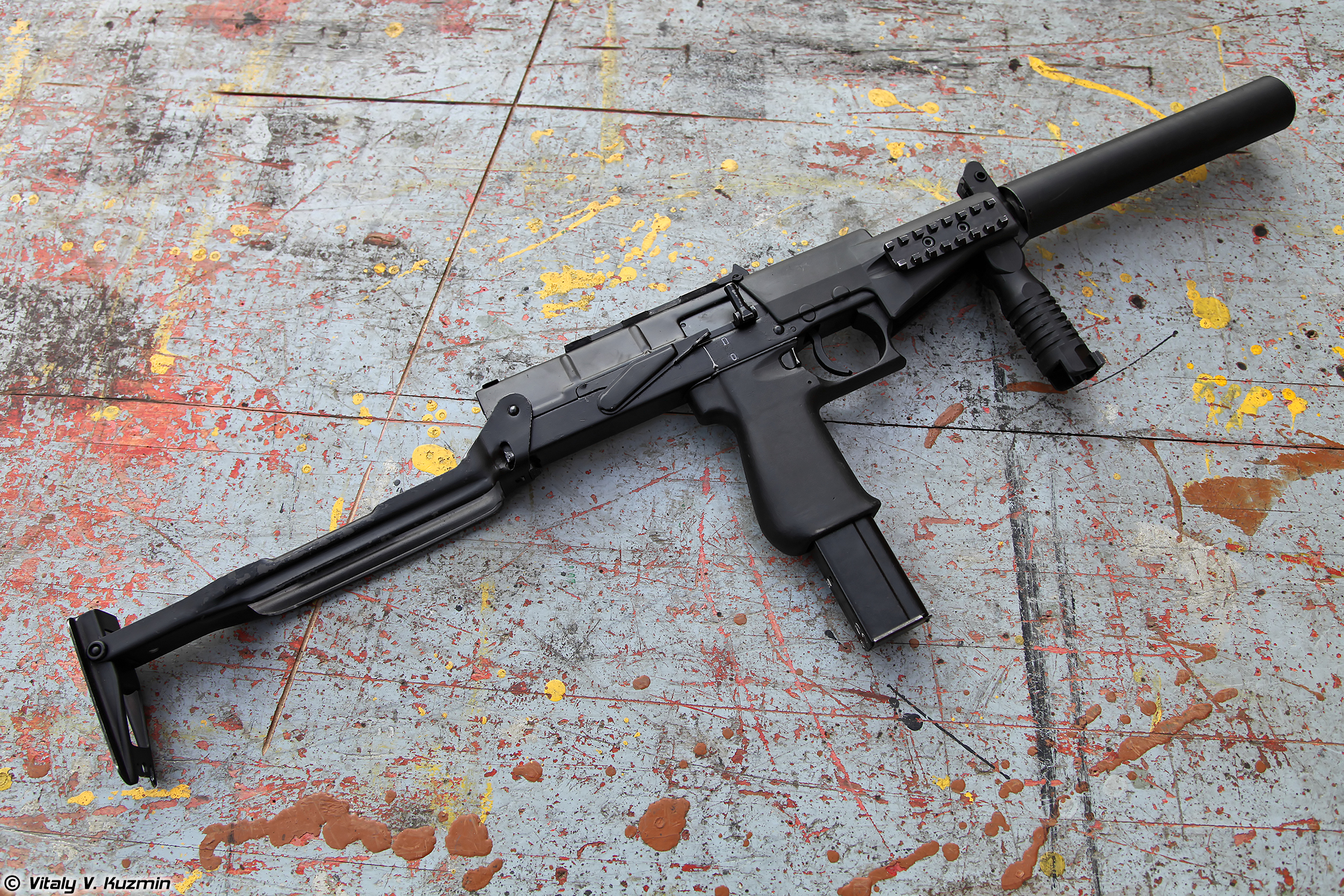
Vista lateral direita da SR-2MP.

### SR-2M
Versão modificada que também possui um punho frontal sob o guarda-mão, com uma saliência para proteger a mão do atirador do clarão do cano e acidentes (semelhante ao punho da HK MP5K).
Sua coronha pode ser totalmente dobrada, mesmo com a mira de ponto vermelho instalada. Está em fase de fornecimento.

### SR-2MP
Versão ainda mais modernizada que conta com trilhos Picatinny em cada lado do guarda-mão e um supressor de ruído.

## Operadores
- Rússia
  - Serviço Federal de Segurança
  - Aplicação da lei[2]